# 媒體世紀
媒體世紀集團（Media Nation，除牌當時為8160.HK）是由陈婵娥及金伟琛夫妇于1995年2月27日创办的广告公司，2002年1月24日曾經在香港交易所創業板上市，其主要在中国大陆經營地鐵、巴士等交通工具的灯箱、车身及候车厅廣告招牌營運，后续也开始经营校园内灯箱广告。媒体世纪的前身为成立于1992年的香港通成推广有限公司（通成推广）。
1993年，媒体世纪与北京公交总公司合资成立北京通成公交广告有限公司，负责北京市区内公交车身广告业务。截至2005年，媒体世纪已经在全国18个主要城市拥有约2万辆车的经营权。
媒体世纪又于1997年与北京市地下铁道总公司合资成立了北京地铁通成广告有限公司，专门负责北京地铁广告媒体的开发、销售和管理。其后，媒体世纪还获得了上海地铁2号线及3号线的广告经营权。1998年，媒体世纪获得了香港3家巴士公司中2个公司(共4795台车)的广告经营权。
2005年3月28日，媒体世纪的全部股權被法國德高貝登集團收購，並在私有化通過後，撤銷上市。公司連同已除牌的媒體伯樂併入德高中国，其子公司通成推广也成为德高的全资子公司。

## 外部連結
- （英文） JCDecaux Hong Kong（页面存档备份，存于）
- （法文） JCDecaux Group（页面存档备份，存于）